# San José de las Flores, Guerrero
San José de las Flores är en ort i Mexiko.   Den ligger i kommunen Florencio Villarreal och delstaten Guerrero, i den södra delen av landet, 300 km söder om huvudstaden Mexico City. San José de las Flores ligger 12 meter över havet och antalet invånare är 232.
Terrängen runt San José de las Flores är mycket platt. Havet är nära San José de las Flores söderut.  Närmaste större samhälle är Cruz Grande, 12,8 km nordost om San José de las Flores. 